# ابم-پاپست
ابم-پاپست (انگلیسی: Ebm-papst) شرکت مهندسی آلمانی است، که در سال ۱۹۶۳ تأسیس شد.